# 属
属（复数）是生物分类法中的一级，位于种之上、科之下，可用于划分、归纳现存生物、已灭绝生物以及病毒。属名可由拉丁词、希腊词或拉丁化的其他文字构成，首个字母必須大写。在二名法中，属的名称构成该属内每个物种的二名法物种名称的第一部分。
例如： 狮（Panthera leo）和美洲虎（Panthera onca）是豹属（Panthera）属中的两个物种。 豹属是猫科（Felidae）中的一个属。
属的界定和成分由生物分类学者确定，但在方法上并无统一、严格的具体标准，因此不同的资料来源可能会对同一属采取不同的定义，或将同一组生物称作不同的属。然而，在以系统发生学为指导思想的现代系统分类学中，在定义一个属时普遍遵循以下三个原则，这些原则也通用于其它级别的分类阶元：
1. 单系性：一个属需包括一个祖先（即系统树中的一个节点）所衍生出的所有后代类群。在严谨的系统发生分析结果中，一个属应清楚地显示为一个独立且支持度（英语：Computational phylogenetics#Evaluating tree support）较高的谱系[4]）。
2. 合理的紧凑性：一个属不应该被不必要地扩展。
3. 表型上的独特性：一个属应在其生态特性、形态、地理分布等属性上有别于其它属。

## 词源
术语“属”来自拉丁语的 genus（“起源，类型，群体，种族”），是与 gignere 同源词的名词形式（“承受；生出”）。  林奈在1753年的著作《植物种志》中推广属这个词的使用，但法国植物学家约瑟夫·德图内福尔（Joseph Pitton de Tournefort）被认为是“属现代概念的创始人”。

## 用法
科学名称（或科学加词）也称为通用名称，首字母為大寫。它在二名法（命名有机体的系统）中发挥着重要作用，並与物种的科学名称相结合：见具体名称（植物学）和具体名称（动物学）。

### 用于命名法
有关生物科学名称二名法科学名称的规则在命名规则中规定，它允许每个物种有一个唯一的名称，对于“动物”（包括原生生物），“植物”（也包括藻类和真菌）和原核生物（细菌和古菌），是以拉丁文和形式为二名形式；这与普通或俗名名称形成对比，这些普通或俗名名称是非标准化的，可以是非唯一的，并且通常也因国家和使用语言而异。
除病毒外，物种名称的标准格式包括通用名称，表示该物种所属的属，后面是特定的种加词，种加词（在该属内）是该物种独有的。

## 被接受的属的数量
已接受或所有已发表的属名的数量并不准确，尽管后者的数量已由Rees等人，2017年估算，截至2016年底约为510,000，每年增加约2,500。

## 参阅
- 物種
- 二名法
- 生物分類法
- 卡爾·林奈
- 學名